# Górnik Zabrze 2019-2020
Questa voce raccoglie le informazioni riguardanti il Górnik Zabrze nelle competizioni ufficiali della stagione 2019-2020. 

## Rosa
Aggiornata al 3 marzo 2020.
| N. |                       | Ruolo | Calciatore            |
| -- | --------------------- | ----- | --------------------- |
| 2  | Polonia (bandiera)    | D     | Przemysław Wiśniewski |
| 4  | Islanda (bandiera)    | D     | Adam Örn Arnarson     |
| 5  | Polonia (bandiera)    | D     | Paweł Bochniewicz     |
| 6  | Polonia (bandiera)    | D     | Aleksander Paluszek   |
| 7  | Polonia (bandiera)    | C     | David Kopacz          |
| 8  | Gambia (bandiera)     | C     | Alasana Manneh        |
| 9  | Spagna (bandiera)     | A     | Jesús Jiménez         |
| 10 | Polonia (bandiera)    | C     | Łukasz Wolsztyński    |
| 11 | Grecia (bandiera)     | A     | Giōrgos Giakoumakīs   |
| 14 | Polonia (bandiera)    | D     | Michał Koj            |
| 15 | Slovacchia (bandiera) | C     | Roman Procházka       |
| 16 | Polonia (bandiera)    | D     | Dariusz Pawłowski     |
| 17 | Spagna (bandiera)     | A     | Igor Angulo           |
| 19 | Polonia (bandiera)    | A     | Kamil Zapolnik        |
| 20 | Polonia (bandiera)    | C     | Daniel Ściślak        |

| N. |                       | Ruolo | Calciatore                |
| -- | --------------------- | ----- | ------------------------- |
| 21 | Polonia (bandiera)    | A     | Piotr Krawczyk            |
| 22 | Polonia (bandiera)    | C     | Szymon Matuszek           |
| 23 | Polonia (bandiera)    | C     | Mateusz Matras            |
| 27 | Polonia (bandiera)    | D     | Adrian Gryszkiewicz       |
| 28 | Grecia (bandiera)     | D     | Stauros Vasilantōnopoulos |
| 31 | Polonia (bandiera)    | P     | Bartosz Neugebauer        |
| 33 | Slovacchia (bandiera) | C     | Erik Jirka                |
| 44 | Serbia (bandiera)     | C     | Filip Bainović            |
| 45 | Polonia (bandiera)    | C     | Adam Ryczkowski           |
| 64 | Slovenia (bandiera)   | D     | Erik Janža                |
| 77 | Polonia (bandiera)    | P     | Dawid Kudła               |
| 84 | Slovacchia (bandiera) | P     | Martin Chudý              |
| 97 | Slovacchia (bandiera) | P     | Michał Rostkowski         |
|    | Ghana (bandiera)      | A     | Ishmael Baidoo            |